# Чина гладкая
Чина гладкая (лат. Lathyrus laevigatus) — многолетнее травянистое растение рода Чина (Lathyrus) семейства Бобовые (Fabaceae).

## Ботаническое описание
Многолетнее травянистое растение высотой от 20 до 60 см. Стебель прямостоячий, бескрылый, опушённый или голый. Листовая пластинка перистая, без усиков, с четырьмя или пятью парами листочков на рахисе листа. Листочки эллиптические, с нижней стороны волосистые (трихомы), шириной 2-4 см, тупые или коротко заострённые.
От трех до двенадцати цветков собраны в колосовидное соцветие. Гермафродитные цветки зигоморфные, пятилепестковые с двойным околоцветником. Венчик мотылькового типа. Пять лепестков жёлтые. Период цветения в Северном полушарии — с июня по август.
Плоды — линейные бобы 35-45 мм длиной.
Число хромосом — 2n = 14.

## Распространение
В Центральной Европе встречается в южной швейцарской Юре и в Северных Известняковых Альпах, но там он редок.
Произрастает на рыхлых, мергелистых, известковых почвах. В альпийском климате процветает на солнечных склонах. Заселяет высокогорные травянистые луга. Является характерным видом ассоциации Caricion ferrugineae, но также встречается в сообществах ассоциации Erico-Pinion. В Альпах Алльгау Lathyrus laevigatus subsp. occidentalis поднимается до 2100 метров над уровнем моря в Форарльберге; на горе Dent de Morcles в Вале — до 2025 метров.

## Систематика
Впервые описан в 1809 году под названием (базионим) Orobus laevigatus Францем Адамом фон Вальдштейном и Паулем Китайбелем в Descriptiones et Icones Plantarum Rariorum Hungariae. Новая комбинация Lathyrus laevigatus была опубликована в 1865 году Жаном Шарлем Мари Гренье в Mémoires, Société d'Émulation du Doubs.

## Подвиды
Выделяют следующие подвиды:
- Lathyrus laevigatus subsp. laevigatus — встречается в Восточной Европе и на востоке Центральной Европы. Его ареал включает Польшу, Литву, бывшую Чехословакию, Беларусь, европейскую часть России, Украину, Румынию и Венгрию[8].
- Lathyrus laevigatus subsp. occidentalis (Fisch. & C. A. Mey.) Breistr. — встречается в Испании, Италии, Франции, Швейцарии, Германии, Австрии и бывшей Югославии[8]. В Швейцарии значения экологических показателей согласно Ландольту: индекс влажности F = 3 (умеренно влажный), индекс освещенности L = 3 (полузатененный), индекс реакции R = 5 (щелочной), индекс температуры T = 2 (субальпийский), индекс питательности N = 3 (от умеренно бедного питательными веществами до умеренно богатого питательными веществами), индекс континентальности K = 3 (от субокеанического до субконтинентального)[9]